# Белое (озеро, Клепиковский район, северное)
Бе́лое — озеро в Клепиковском районе на севере Рязанской области. Одноимённая деревня, прилегающая вдоль северного и восточного берега, получила свое название от озера. Занимает первое место по глубине и третье по объёму воды среди озёр полностью расположенных на территории Рязанской области.
Было соединено искусственным каналом с озером Великим, находящимся южнее, однако в 2009 году канал засыпали у входа в Белое озеро.
Вокруг озера расположены сосновые боры, по берегам находятся заросли камыша. Прибрежная зона песчаная, дно илистое. Основная масса растительности находится до глубин в 5 метров, однако встречаются отдельные колонии водорослей и на большей глубине. В озере обитают щука, карась, пескарь и другие виды рыб; также водятся раки.
Решением Рязанского облисполкома «О признании водных объектов памятниками природы» от 30 декабря 1974 года № 366 район озера площадью 34 га был признан комплексным памятником природы регионального значения.